# Тюльпан Біберштайна
Тюльпа́н Бібершта́йна, часто також тюльпа́н Біберште́йна (Tulipa biebersteiniana) — рідкісна багаторічна рослина родини лілійних з невизначеним таксономічним статусом. Трава з підземними органами у вигляді цибулин, лінійно-ланцетними листками і яскраво-жовтими одиночними квітами. Поширена у Східній Європі, Казахстані, на Кавказі. Зростає у степах, рідше — на остепнених схилах гір. Вид занесений до Червоних книг України, Казахстану, Азербайджану, Грузії та 24 адміністративних одиниць Росії. Локально поширена декоративна культура.

## Етимологія і таксономія
Перший науковий опис виду склали в 1829 році австрійські ботаніки, батько і син Йозеф і Юліус Шультеси. Зразки для визначення їм надіслав німецький натураліст Фрідріх Біберштайн, який мандрував Північним Кавказом і зібрав між Моздоком і Кизляром невідомі йому тюльпани. З пошани до першовідкривача рослину назвали на його честь. Українська назва виду є прямим перекладом з латини. За радянських часів превалював русифікований варіант назви — тюльпан Біберштейна. За сучасною граматикою цей вид правильно називати тюльпаном Біберштайна.
Слід зазначити, що таксономічний ранг цієї рослини точно не визначений. У західній науковій спільноті його розглядають головним чином як синонім тюльпана лісового. Російські систематики дотримуються думки, що це самостійний вид з кількома підвидами. Українські ботаніки здебільшого вважають тюльпан Біберштайна складним видовим комплексом, а його підвиди трактують як ряд близькоспоріднених видів: тюльпани дібровний, бузький, скіфський, змієлистий, гранітний. Іноді тюльпан Біберштайна розглядають тільки як підвид тюльпана дібровного.
Для цієї рослини описаний один внутрішньовидовий різновид Tulipa biebersteiniana var. tricolor (Klokov & Zoz) Knjaz.

## Опис

Цибулина.

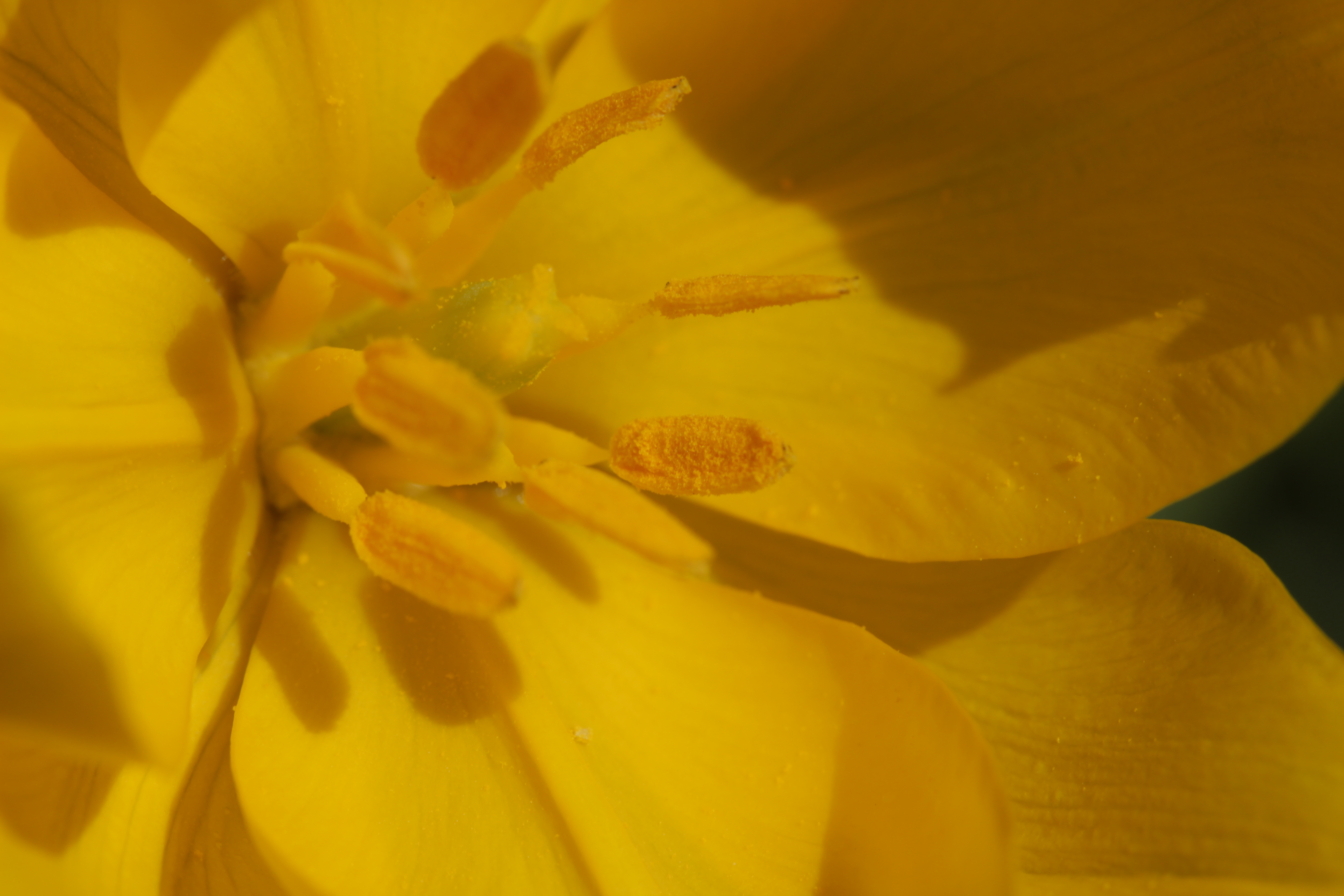
Маточка і тичинки.

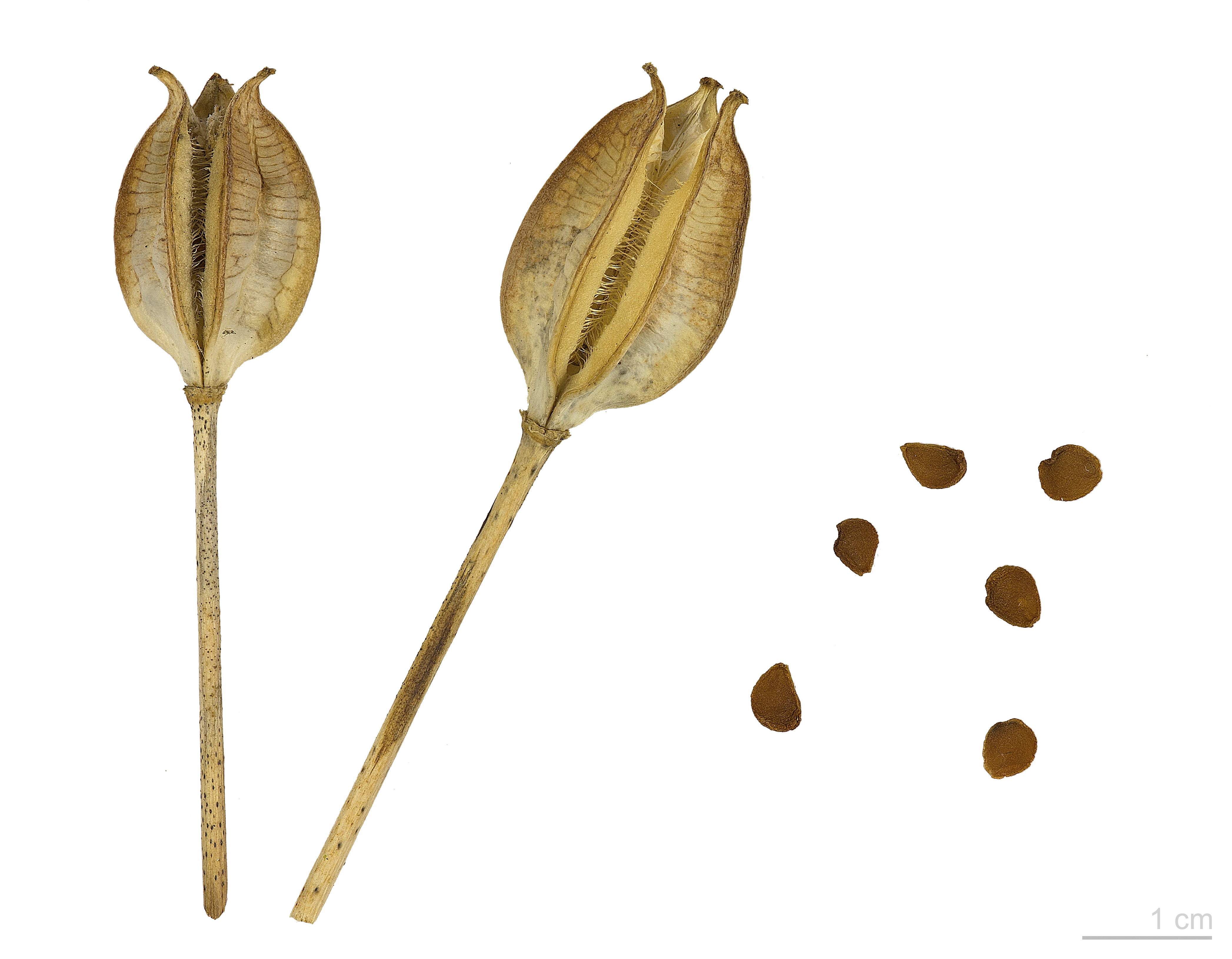
Плід і насіння.

Трав'яниста рослина 10-40 (45) см заввишки, полікарпик. Цибулина завдовжки до 4 см, завширшки 1—2 см, довгаста або конусоподібна, зі шкірястими чорно-бурими оболонками, внутрішній бік яких густо вкритий притиснутими волосками. Надземний пагін одиночний, безрозетковий, тонкий, сизо-зелений, голий, у верхній частині нерідко з пурпуровим відтінком. Листків 2 (зрідка 3—4) у нижній частині стебла, вони вузькі, причому нижній трохи ширший за верхній. Обидва листки лінійні або лінійно-ланцетні, жолобчасті, направлені косо вгору або відхилені майже під прямим кутом, гладенькі. Їхній колір варіює від сизувато-зеленого до жовтуватого.
Квітки завширшки до 30 мм, зазвичай одиночні на кінцях пагонів (зрідка парні), до розпукування пониклі, під час цвітіння спрямовані вгору, зірчасті або ледь дзвоникуваті, зі слабким ароматом. Оцвітина проста, шестичленна, опадна, її листочки розташовані в двох колах, причому в зовнішньому колі вони удвічі ширші за внутрішні і трохи довші. Середня довжина пелюсток 20—30 мм, зрідка менше (15 мм) або більше (40 мм). Пелюстки внутрішнього кола ланцетні, сильно звужені в нижній третині, з гострими кінчиками; пелюстки зовнішнього кола яйцеподібні, війчасті при основі і бородаті біля верхівки. Зазвичай квіти цього виду яскраво-жовті, вкрай рідко — білі, причому пелюстки з внутрішнього боку мають зеленкувату основу. В окремих популяціях можливі відхилення у забарвленні, наприклад, квіти можуть бути зеленкуватими на початку цвітіння, мати зеленкувату або червоно-фіолетову поздовжню смугу на зовнішньому боці пелюсток, або рівномірне сірувато-бузкове чи фіолетове напилення. Тичинок 3, вони вдвічі коротші за оцвітину і трохи коротші за зеленкувату маточку, різної довжини, жовті, при основі волосисті. Пиляки в 2—3 (4) рази коротші за тичинкові нитки. Зав'язь тригнізда, з майже сидячою приймочкою.
Плід — прямостояча суха коробочка завдовжки 1,5—2,5 см і завширшки до 1,5 см, видовжена у верхній частині у тупий «дзьобик». Слід зазначити, що загалом цей вид дуже мінливий, зокрема, вирізняють щонайменше дві екологічні форми тюльпана Біберштайна — лісо-лучну і степову. Перша висока, з листям, спрямованим під кутом угору, зеленкувато-жовтими квітками і відносно короткими пелюстками. Друга значно нижча, з листям відстовбурченим у бік під прямим кутом, довгими і вузькими квітками, в яких дуже помітні відтінки червоного (наліт, смуги). Крім цих ознак форми відрізняються товщиною шкірястих лусок в цибулині, шириною і товщиною листя. Морфологічні відмінності ряду популяцій дали підставу для виділення їх в самостійні види (див. розділ «Етимологія і таксономія»).
Число хромосом 2n = 24.
Мінливість квіток

## Поширення
Ареал тюльпана Біберштайна включає переважно степову і, частково, лісостепову зону в Східній Європі та на північному заході Азії. Західний кордон розповсюдження цього виду майже збігається із західним кордоном українських степів, заходячи також у прилеглі райони Молдови і Румунії. Північно-західна частина ареалу пролягає через північний кордон українського лісостепу і простує далі на схід через північний кордон російського Чорнозем'я. Крайньою точкою на цій ділянці виступає південь Московської області, а саме територія Приоксько-Терасного заповідника. Північна межа ареалу простирається від Середнього Надволжя (Татарстан, Жигулі) через південь Західного Сибіру до теренів Казахстану. На сході за межі цієї країни зона розповсюдження практично не виходить. З півдня її обмежує умовна лінія, яка починається від Кримського півострова, пролягає через Північний і Східний Кавказ, Малу Азію і далі на схід через північ Ірану до Середньої Азії.

## Екологія
Світлолюбна, помірно холодостійка і посухостійка рослина. Трапляється у степах різних типів: від лучних на півночі ареалу до степів південного типу, чий травостій наближається до рослинності напівпустель. В Україні і на Кавказі цей вид зростає також на кам'янистих схилах. У лісостеповій зоні окремі популяції добре розвиваються у байрачних лісах. На півночі ця рослина зрідка трапляється навіть у лісовій зоні, однак тут вона приурочена лише до найбільш сухих і сонячних ділянок, наприклад, просторих остепнених галявин, узлісь, схилів південної експозиції, ділянок з піщанистими ґрунтами, високої частини заплав. З усіх типів фітоценозів тюльпану Біберштайна найбільш притаманні полиново-костричні, кам'янисті різнотравні степи, зарості степових чагарників, вапнякові відслонення, солонцюваті ділянки, рідше — ковилово-костричні степи.
Тюльпан Біберштайна у різних біотопах
Тюльпан Біберштайна належить до облігатних кальцефілів, він тяжіє до щебінчастих перегнійно-карбонатних ґрунтів і крейдяних рухляків (сипких ґрунтів), але також може рости на піщаних і глинистих ґрунтах. Зазвичай цибулини цього виду розташовані на значній глибині. На родючих і помірно вологих ґрунтах життєстійкість рослин вища, вид чутливий до сезонних посух і тривалого осушення заплав.
Розмножується ця рослина вегетативно і насінням, але деякі популяції, як от західноказахстанські, — тільки насінням. Вегетативне розмноження відбувається за допомогою дочірніх цибулин, які утворюються на кінцях підземних пагонів — столонів. В сприятливих умовах можуть виникати клони високої щільності. Цвітіння відбувається у квітні — травні, триває в середньому 7—14 днів. Тюльпан Біберштайна — ентомофіл, його запилювачами виступають бджоли, оси, повисюхові мухи і дрібні жуки. Плодоношення наступає наприкінці травня, у червні. Насіння поширюється при розтріскуванні сухої коробочки. Проростає воно лише восени, коли у ґрунті накопичується достатньо вологи. Схожість становить 81,7 %.
Вид належить до ефемероїдів, тобто рослин з коротким періодом вегетації. Від появи вегетативних пагонів до цвітіння у тюльпана Біберштайна проходить 33 дні, до повного відмирання листя — 87, до повного достигання насіння — від 53 до 99. Цибулина щороку змінюється. Зачатки нової цибулини закладаються наприкінці липня біля основи запасаючої луски при основі цьогорічного пагону, на початку жовтня вони вже досягають 3—4 мм завбільшки, при цьому в плідних особин зачатки формуються обіч центральної осі цибулини, надаючи їй асиметричної форми. У квітні — травні наступного року в зачатку утворюються одна покривна і дві запасаючих луски, він перетворюється на дочірню цибулинку. У червні, коли материнська цибулина завершує вегетацію, в дочірній вже закладаються зачатки асимілюючих листків, а в липні — квітка. Відмирання материнської цибулини починається з надземної частини, потім виснажуються запасаючи луски, а на початку липня відмирає коріння. На початку серпня молода цибулина починає відрощувати власні корінці, а остаточне її укорінення припадає на початок жовтня, тоді ж у ній формується квітконос. Таким чином, весь цикл розвитку цибулини триває 21 місяць. За несприятливих умов розвиток молодих рослин і формування столонів уповільнюються і можуть тривати роками. Залишки відмерлих криючих і запасаючих лусок огортають цибулину, створюючи багатошаровий «кокон». Він захищає цибулину від перепадів температури, утримує якусь частку вологи, але водночас створює сприятливе середовище для розвитку мікроорганізмів і паразитів. Тюльпан Біберштайна вражають хвороби і паразити, загальні для усіх цибулинних рослин, як от наприклад, цибулинні мухи роду Merodon.
Стадії цвітіння

## Значення і статус виду
Як і більшість інших представників роду тюльпан Біберштайна належить до декоративних рослин. В культурі він відомий з XVIII століття, хоча в садівництві поширений нерівномірно. Найбільше його вирощують у країнах Західної Європи і Північної Америки, де цю компактну рослину часто можна побачити в альпінаріях. В Східній Європі мало знаний. У культурі невибагливий і загалом стійкий, але на крайньому сході ареалу в умовах Казахстану недовготривалий. За садівницькою класифікацією тюльпанів цей вид приналежний до Класу 15 групи IV «Види, їх різновиди і гібриди».

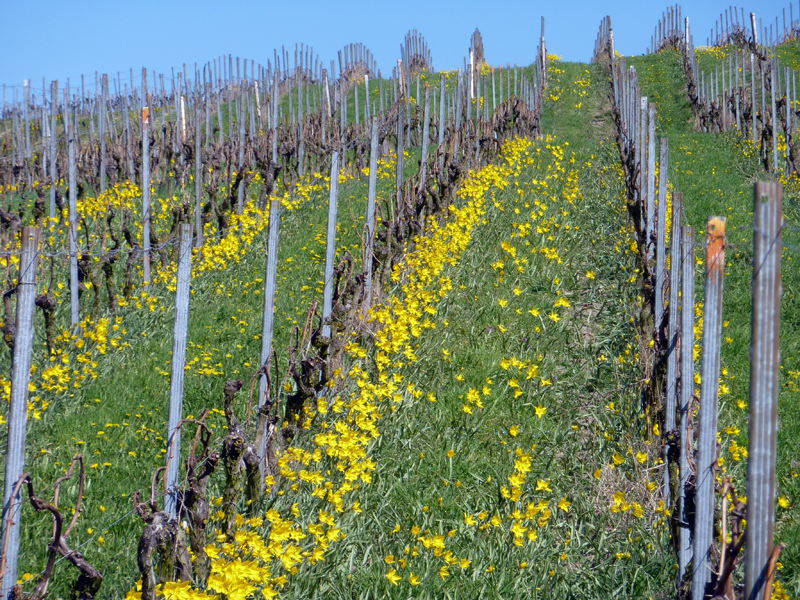
Тюльпани Біберштайна у виноградниках Гау-Одернгайма.

Оскільки цю рослину рідко вирощують, то на букети масово збирають дикі особини. Таке винищення істотно збіднює популяції поблизу населених пунктів і є однією з головних причин зникнення тюльпану Біберштайна в природі. Інші негативні чинники, що обмежують його чисельність, також носять антропогенний характер. Це степові пожежі, винищення природного середовища, перш за все, за рахунок розорювання земель і розробки кар'єрів відкритим способом, а також через задерніння, затінення, заростання біотопів чагарниками, витоптування худобою. Водночас, рослина стійка до косіння і помірного випасання, оскільки худоба уникає їсти тюльпани через присутність в їхніх тканинах алкалоїду — отруйного тюліпіну. У сприятливих умовах густина популяцій висока — 10—60 особин/м². Для поліпшення відтворення виду бажано проводити помірне випасання на луках і пізнє не щорічне косіння трави, вирощувати у культурі.
Охороняють означений вид практично в усіх заповідниках і заказниках, розташованих в межах його ареалу. На рівні окремих видів (зокрема, як тюльпан дібровний) культивують у багатьох ботанічних садах. Тюльпан Біберштайна занесений до національних Червоних книг ряду держав. Крім того, на місцевому рівні його охороняють у 24 адміністративних одиницях Росії.
Список природоохоронних документів, в які занесено тюльпан Біберштайна (у дужках посилання на список відповідної редакції):
- Червона книга України — на рівні складових видів як тюльпан бузький[5], дібровний[4], гранітний[8], змієлистий[7], скіфський[6];

| - Червона книга Азербайджанської Республіки; - Червона книга Грузії (1982); - Червона книга Казахстану (2006); - Червона книга Астраханської області (2014); - Червона книга Бєлгородської області (2005); - Червона книга Волгоградської області (1992); - Червона книга Воронезької області (2018); - Червона книга Кабардино-Балкарської Республіки (2018); - Червона книга Калмикії (2014); - Червона книга Краснодарського краю (2017); - Червона книга Курганської області (2012); - Червона книга Курської області (2017); - Червона книга Липецької області (2014); - Червона книга Московської області (2018); | - Червона книга Пензенської області (2013); - Червона книга Республіки Башкортостан (2011); - Червона книга Республіки Дагестан (1998); - Червона книга Республіки Мордовія (2003); - Червона книга Республіки Північна Осетія — Аланія (1999); - Червона книга Республіки Татарстан (2016); - Червона книга Ростовської області (2010); - Червона книга Самарської області (2017); - Червона книга Ставропольського краю (2013); - Червона книга Тамбовської області (2002); - Червона книга Ульяновської області (2015); - Червона книга Челябінської області (2017); - Червона книга Чеченської Республіки (2007). |

## Синоніми
Згідно зі Словником українських наукових і народних назв судинних рослин і за відомостями сайту The Plant List для цього виду існують наступні синоніми:
| - Tulipa biebersteiniana var. tricolor (Klokov & Zoz) Knjaz., Kulikov & E.G.Philippov; - Tulipa celsiana J.He — нечинний; - Tulipa graniticola (Klokov & Zoz) Klokov; - Tulipa hypanica Klokov & Zoz; - Tulipa microgyna Baker; - Tulipa ophiophylla Klokov & Zoz; - Tulipa ophiophylla subsp. bestashica Klokov & Zoz; - Tulipa ophiophylla subsp. donetica (Klokov & Zoz) Klokov; - Tulipa ophiophylla subsp. graniticola (Klokov & Zoz) Klokov; - Tulipa pumila Tausch — нечинний; | - Tulipa quercetorum (Klokov & Zoz) Klokov; - Tulipa quercetorum var. tricolor (Klokov & Zoz) Klokov; - Tulipa riparia Knjaz., Kulikov & E.G.Philippov; - Tulipa riparia var. lutea Knjaz., Kulikov & E.G.Philippov; - Tulipa sareptana (Klokov & Zoz) Klokov; - Tulipa scythica (Klokov & Zoz) Klokov; - Tulipa sylvestris M.Bieb. — нечинний; - Tulipa sylvestris L. subsp. australis (Link) Pamp.; - Tulipa sylvestris var. biebersteiniana (Schult. & Schult.f.) Regel; - Tulipa sylvestris var. minor Ledeb.; - Tulipa valerii Zoz & Klokov. |

## Галерея
|  |  |  |  |